# Thomas Born
Thomas „Karate-Tommy“ Born (* 23. Oktober 1951 in Hamburg; † 1. Mai 2015 ebenda) war ein deutscher Zuhälter und Schauspieler.

## Leben
Mit 13 Jahren trat der Sohn eines Berufsoffiziers dem Polizeisportverein Berlin bei, um Judo zu erlernen. Nach seinem Umzug nach Hamburg erwarb er mit 19 Jahren den Schwarzen Gürtel in Judo und gehörte zeitweise zum Olympiakader. Später kam der Schwarze Gürtel in Karate hinzu.
Thomas Born besuchte für kurze Zeit die Oberstufe am Gymnasium Eppendorf, brach die Schule vor dem Abitur ab und ging 1970 zur Fallschirmjägertruppe der Bundeswehr. 1976 eröffnete er die Kampfsportschule Studio Born in Hamburg-Uhlenhorst. Er war von 1977 bis Anfang der 1980er Jahre mit der Schlagersängerin Elke Best verheiratet.
Als Kampfsportler wurde er „Vorstandsmitglied“ der von Klaus Barkowsky geführten „Nutella-Bande“, einer Hamburger Zuhältergruppe. Innerhalb dieser war er Leiter der „Abteilung Stress“. Sein Spitzname damals: „Karate-Tommy“. Bundesweit bekannt wurde er nach einer Schießerei am 22. Oktober 1982, bei der zwei Mitglieder der Nutella-Bande getötet wurden und Born an Bauch und Unterarm schwer verletzt wurde. Ferner leitete er von St. Pauli aus eine Gruppe von Geldeintreibern. Über seine Zeit im Rotlicht-Milieu spricht er ausführlich in der SPIEGEL TV-Dokumentation „Die bösen Jungs vom Kiez“. Nach eigenen Angaben habe Born damals zwischen 5.000 und 40.000 DM pro Monat verdient. In der Reportage kommt auch sein Sohn Monty zu Wort und spricht über das Vater-Sohn-Verhältnis.
Nach seinem Rückzug aus dem Rotlichtmilieu erschien Born in der Öffentlichkeit hauptsächlich bei Auftritten in Fernseh-Talkshows. Außerdem versuchte er sich als Schauspieler in zahlreichen TV- und Kinoproduktionen.
Er war Vater zweier Söhne. Thomas Born starb am 1. Mai 2015 an den Folgen eines Herzinfarkts im Universitätsklinikum Hamburg-Eppendorf. Er wurde auf dem Friedhof Ohlsdorf beigesetzt.

## Filmografie
Born spielte in folgenden Fernseh- und Kinoproduktionen mit:
- 1996: Der Ausbruch
- 1997: Serie Balko Staffel 8 Keine Chance für Balko – Folge 4
- 1998: Der König von St. Pauli (Miniserie)
- 1998: Schimanski: Geschwister (Fernsehserie)
- 1999–2001: Die Rote Meile (Fernsehserie)
- 2000: Stan Becker – Ein Mann, ein Wort (Fernsehserie)
- 2002: Das Duo: Tod am Strand
- 2003: Berlin, Berlin (Fernsehserie)
- 2005: Großstadtrevier (Fernsehserie)
- 2005: Der Clown (Kinofilm)
- 2006: SK Kölsch (Fernsehserie)
- 2007: Die Autohändler
- 2008: Man liebt sich immer zweimal
- 2008: Wilsberg: Das Jubiläum
- 2012: Sams im Glück
- 2012: Morden im Norden – Donners Dienstreise (Fernsehserie)
- 2012: Der Hafenpastor
- 2012: Wild Germany – Reeperbahn
- 2013: Dahoam is Dahoam (Fernsehserie)
- 2014: SOKO Wismar – Der Pate (Fernsehserie)